# Peter Ablinger
Peter Ablinger (* 15. März 1959 in Schwanenstadt; † in der Nacht zum 17. April 2025 in Berlin) war ein österreichischer Komponist.

## Leben
Peter Ablinger wurde 1959 in Schwanenstadt in Oberösterreich geboren. Er besuchte die Graphik-HTL in Linz und studierte von 1977 bis 1982 Jazzklavier in Graz. Außerdem studierte er Komposition bei Gösta Neuwirth in Graz und Roman Haubenstock-Ramati in Wien. Seit 1982 lebte er in Berlin.
Ablinger konzentrierte sich bis 1994 auf kammermusikalische Besetzungen, danach beschäftigte er sich auch mit Elektroakustik und Klanginstallation.
Seit 1980 arbeitete er am Werkkomplex Weiss/Weisslich, welcher sich mit den verschiedenen Aspekten des weißen Rauschens beschäftigt und sich dabei unterschiedlicher Medien bedient (Instrumente, Installationen, Objekte, elektro-akustische Stücke, Hinweisstücke, Prosa-Stücke, Musik ohne Klänge) und aus insgesamt 36 Teilen besteht.
Im Mai 2012 wurde Ablinger als Mitglied in die Akademie der Künste in Berlin berufen.
Peter Ablinger starb in der Nacht vom 16. auf den 17. April 2025 im Alter von 66 Jahren in Berlin.

## Engagements, Auszeichnungen (Auswahl)
- 1982–90 an der Musikschule Kreuzberg tätig
- 1988 Gründung des Ensembles Zwischentöne
- 1990–92 Leitung der Klangwerkstatt
- 1993 Gastprofessur in Graz
- 1996 Organisation von Zeit Geben 1–3; Gastkomponist des IEM Graz; Stipendiat der Heinrich-Strobel-Stiftung
- 1997 Leitung der Insel Musik Berlin
- 1998 Förderpreis des Kunstpreis Berlin; Konzertreihe 10 Jahre Zwischentöne
- 1999 Gastdozent der Wiener Tage für zeitgenössische Klaviermusik; Konzertreihe Musik für Orte 1-3
- 2000 Konzertreihe Für Christian, Nader und Pauline
- 2001 Stipendium der Villa Aurora, Los Angeles; Konzertreihe Musik für den Blick nach draußen
- 2002 Gastkomponist des IEM Graz
- 2007 Andrzej-Dobrowolsky-Kompositionspreis des Landes Steiermark
- 2020 Österreichischer Kunstpreis für Musik[3]

## Werke
Peter Ablingers Werk gliedert sich in mehrere parallele Serien, u. a.:
- Stücke 1989–94: 12 instrumentale und/oder vokale Werke, von Solo bis Kammerorchester (zum Beispiel Der Regen, das Glas, das Lachen).
- Weiss/Weisslich: Installationen, elektro-akustische Stücke, Objekte, Hinweisstücke, Prosa, Musik ohne Klänge.
- Instrumente und Elektro-Akustisch Ortsbezogene Verdichtung (IEAOV): Stücke für Instrumente und eine Form der Live-Elektronik, durch die Klangfolge in Klangfarbe übersetzt wird.
- Instrumente und Rauschen: für Instrumente und CD.
- Quadraturen: Elektroakustische Stücke, Installationen, Stücke für computergesteuerte Klaviere, Ensemble oder Orchester; Die Methode der Quadraturen kann mit der Grobrasterung von Fotografien verglichen werden. Input der Quadraturen ist jeweils eine akustische Fotografie oder „Phonographie“. Output ist ein Klang, der in einen anderen, gerasterten Klang überführt wurde.
- Stücke seit 2001: vielteilige Serien-Stücke (zum Beispiel: Voices and Piano), oder mehrteilige Arbeiten, in denen verschiedene musikalische Gattungen, Topoi, Besetzungen miteinander kombiniert sind, zum Beispiel ein Hinweis und ein Instrumentalstück, oder eine Installation, ein Elektronik- und ein Orchesterstück (zum Beispiel Altar).

## Konzerte (Auswahl)
Wiener Festwochen, Berliner Festwochen, Wien Modern, Darmstädter Ferienkurse, Musikprotokoll des steirischen herbstes, berlin biennale, MusikTriennale Köln, Prager Frühling, Hörgänge Wien, Donaueschinger Musiktage, Internationales Musikfestival Istanbul, Klangaktionen München, Los Angeles resistance fluctuation, Musica Nova Sofia, Festival of Vision Hong Kong, Huddersfield Contemporary Music Festival, Happy days sound festival (Oslo).

## Installationen (Auswahl)
Offenes Kulturhaus Linz, Neue Galerie der Stadt Graz, Stadttheater Gießen, Neue Musik Rümlingen, Stadtgalerie Kiel, Moltkereiwerkstatt Köln, Podewil Berlin, Maerzgalerie Linz, Diözesanmuseum Köln, Wittener Tage für neue Kammermusik, Rote Fabrik Zürich, Santa Monica Museum of the Arts, Kunsthalle Karlsplatz Wien, Akademie der Künste Berlin, Kunsthaus Graz

## Schriften
chronologisch
- Peter Ablinger – Werkverzeichnis, in: MusikTexte 111, November 2006, S. 16–18
- Kopfhören. Notizen über das Wahrnehmen, in: MusikTexte 124, Februar 2010, S. 13–17
- Grundsätzlich Musik. Über Sven-Åke Johansson, in: MusikTexte 129, Mai 2010, S. 10–11
- Sagen und Zeigen. Variationen einer Differenz, in: MusikTexte 135, November 2012, S. 13–17
- Cézanne und die Musik. Wahrnehmung und ihre Defizite, in: MusikTexte 140, Februar 2014, S. 31–36
- Weiß und Schwarz. Über Wahrnehmung und ihr Gegenteil, in: MusikTexte 151, November 2016, S. 6–12
- Annäherung. Texte, Werktexte, Textwerke, Köln: Edition MusikTexte, 2016, 524 Seiten.
- Now! Writings 1982–2021, Köln: Edition MusikTexte, 2022, 320 pages.

## Sekundärliteratur
chronologisch
- Egbert Hiller: Porträt des österreichischen Komponisten Peter Ablinger, in: MusikTexte Heft 111, November 2006, S. 7–12
- Trond Olav Reinholdtsen: „Die Klänge interessieren mich nicht“. Ein E-Mail-Interview mit Peter Ablinger, in: MusikTexte Heft 111, November 2006, S. 13–16
- Florian Neuner: Das Rauschen des Böhmerwalds. Peter Ablingers „Landschaftsoper“, in: MusikTexte Heft 124, Februar 2010, S. 18–20
- Elisabeth Th. Hilscher: Ablinger, Peter. In: Oesterreichisches Musiklexikon. Online-Ausgabe, Wien 2002 ff., ISBN 3-7001-3077-5; Druckausgabe: Band 1, Verlag der Österreichischen Akademie der Wissenschaften, Wien 2002, ISBN 3-7001-3043-0., Stand 8. Oktober 2020